# Écoquenéauville
Écoquenéauville est une ancienne commune française, située dans le département de la Manche en région Normandie, peuplée de 97 habitants, commune déléguée au sein de Sainte-Mère-Église depuis le 1er janvier 2016.

## Géographie
Situé au cœur du parc naturel régional des marais du Cotentin et du Bessin, le paysage vide est formé de prés humides.
La commune se compose du bourg principal (Écoquenéauville) et de trois hameaux excentrés : le Grand Hameau, le Moulinet, le Hamelet. Il existe aussi deux habitats isolés : la Tournerie et Beaumont.
| Sainte-Mère-Église | Sainte-Mère-Église | Turqueville            |
| Sainte-Mère-Église | Écoquenéauville    | Turqueville            |
| Sainte-Mère-Église | Sébeville          | Turqueville, Sébeville |

## Toponymie
Le nom de la localité est attesté sous les formes Escoghernevilla, Escoguenauvilla (sans date), Escoquernovilla en 1200, Escogernesvilla (lire Escogernelvilla) vers 1280,.
Il s'agit d'une formation toponymique médiévale en -ville au sens ancien de « domaine rural », dont le premier élément Écoquenéau- peut représenter un nom de personne conformément au cas général.
 
Le premier élément Escogherneau- semble basé sur l'anthroponyme norrois Skógi ou SkógR, (surnom d'après skógr « bois, forêt » cf. islandais skogur, norvégien skog, danois skov), suivi d'un affixe -nel difficilement analysable. Le nom de personne originel devait être du type *Skogernel, non attesté en l'état des sources, -nel peut être roman, ce qui ferait de *Skogernel un hybride romano-scandinave. On remarque cependant que la déclinaison définie pluriel de l'ancien norrois skógr « bois, forêt », d'où est tiré ce surnom, est précisément skogarnir « les bois, les forêts ».
Remarque : c'est sans doute cet appellatif scandinave skógr que l'on rencontre associé au nom de la mythique forêt de Scissy, c'est-à-dire la forêt de Quokelonde dans la baie du Mont-Saint-Michel (la forest de Quokelunde vers 1155), ainsi qu'un homonyme dans le pays de Bray : Les Coglandes (Seine-Maritime, Massy, Cultura de Coquelonde 1248) et apparenté à Coquesart « essart du bois » (Seine-maritime, Tancarville, Coquessart XVe siècle, équivalent romano-norrois du nom de lieu norvégien Skogtveit cf. Thuit). Coquelonde correspondrait aux Skoglund norvégiens et Skovlunde danois. En français, l'évolution /sk/ > /esk/ > /ék/ correspond à un phénomène régulier d'épenthèse dans le groupe [s] + consonne, en gallo-roman, puis il y aurait eu aphérèse de [e] /ékok-/ > /kok-/ (Coq-).
Le gentilé est Écoquenéauvillais.

## Histoire
Au XIIe siècle, la paroisse relevait de l'honneur de Néhou.
Une grande partie du village était la possession de l'abbaye de Montebourg.
En 1328, Écoquenéauville obtient de Charles IV le Bel sa foire annuelle Saint-Laurent, au profit de l'abbaye de Montebourg. Au XVIIe siècle, Jean Ribet, curé d'Écoquenéauville, s'opposa au religieux de Montebourg au sujet du partage des dîmes de l'église. Le 17 juillet 1671, le parlement de Rouen, jugea que c'était au curé de les répartir.
Écoquenéauville eut pour seigneur François Kadot (1617-1703), écuyer, également seigneur de Brucourt, Sébeville et Boutteville, et qui fut, en 1641, le premier marquis de Sébeville.
En 1972, Écoquenéauville s'est associé à Turqueville et Sébeville pour former la nouvelle commune de Criqueville-au-Plain. Elle a repris son autonomie en 1980.

## Politique et administration
| Période                                  | Période    | Identité            | Étiquette | Qualité |
| ---------------------------------------- | ---------- | ------------------- | --------- | ------- |
| avant 1981                               | 1995       | Jacques Duchemin    | FN        |         |
| 1995                                     | 2008       | Janine Malassis     |           |         |
| 2008                                     | avril 2014 | Christine Duchemin  |           |         |
| avril 2014                               | En cours   | Virginie Letourneur | SE        |         |
| Les données manquantes sont à compléter. |            |                     |           |         |

Le conseil municipal était composé de sept membres dont le maire et deux adjoints.

## Démographie
L'évolution du nombre d'habitants est connue à travers les recensements de la population effectués dans la commune depuis 1793. À partir du 1er janvier 2009, les populations légales des communes sont publiées annuellement dans le cadre d'un recensement qui repose désormais sur une collecte d'information annuelle, concernant successivement tous les territoires communaux au cours d'une période de cinq ans. 
Pour les communes de moins de 10 000 habitants, une enquête de recensement portant sur toute la population est réalisée tous les cinq ans, les populations légales des années intermédiaires étant quant à elles estimées par interpolation ou extrapolation. Pour la commune, le premier recensement exhaustif entrant dans le cadre du nouveau dispositif a été réalisé en 2008,.
En 2021, la commune comptait 97 habitants, en évolution de +22,78 % par rapport à 2015 (Manche : +0,44 %, France hors Mayotte : +2,49 %).
| 1793 | 1800 | 1806 | 1821 | 1831 | 1836 | 1841 | 1846 | 1851 |
| ---- | ---- | ---- | ---- | ---- | ---- | ---- | ---- | ---- |
| 182  | 221  | 242  | 235  | 230  | 221  | 220  | 216  | 193  |

| 1856 | 1861 | 1866 | 1872 | 1876 | 1881 | 1886 | 1891 | 1896 |
| ---- | ---- | ---- | ---- | ---- | ---- | ---- | ---- | ---- |
| 183  | 179  | 187  | 178  | 161  | 161  | 121  | 143  | 125  |

| 1901 | 1906 | 1911 | 1921 | 1926 | 1931 | 1936 | 1946 | 1954 |
| ---- | ---- | ---- | ---- | ---- | ---- | ---- | ---- | ---- |
| 125  | 123  | 127  | 109  | 106  | 84   | 94   | 92   | 95   |

| 1962 | 1968 | 1982 | 1990 | 1999 | 2008 | 2013 | 2018 | 2019 |
| ---- | ---- | ---- | ---- | ---- | ---- | ---- | ---- | ---- |
| 74   | 87   | 68   | 55   | 68   | 69   | 91   | 78   | 78   |

| 2020 | - | - | - | - | - | - | - | - |
| ---- | - | - | - | - | - | - | - | - |
| 99   | - | - | - | - | - | - | - | - |

## Économie
La commune se situe dans la zone géographique des appellations d'origine protégée (AOP) beurre d'Isigny et crème d'Isigny.

## Lieux et monuments
- Église Saint-Laurent des XIIIe, XIVe – XVIIIe siècles[20], romane et gothique ; belle fenêtre du chœur XVe, et portails en façade et latéraux romans. Église assez singulière, comprenant de nombreux remaniements, comme la nef par exemple qui ne paraît pas antérieure au XVIIIe siècle et cependant possède sur le côté une petite porte romane. La cloche dite Françoise-Barbe du XVIIIe[21] et une Vierge à l'Enfant du XIVe[22] sont classées au titre objet aux monuments historiques.

Elle abrite un maître-autel du XVIIIe, une verrière du XIXe, un coffre de la fabrique XVIIe, et les statues de saint Laurent et saint Vincent du XVIIIe, saint Éloi du XVe.
- Croix de cimetière du XVIIIe siècle, inscrite à l'Inventaire général du patrimoine culturel[23].
- Maisons-fermes des XVIIe – XIXe siècles[24] :
  - ferme-manoir du Moulinet (petit moulin en ruine) ;
  - ferme-manoir du Colombier (notamment le vieux pressoir) ;
  - ferme-manoir du Grand Hameau du XVIe siècle, avec son four à pain (1761) inscrite à l'Inventaire général du patrimoine culturel[25].
- If funéraire du cimetière.
- Deux lavoirs.

## Personnalités liées à la commune
Nathalie Kosciusko-Morizet y dispose d'une résidence familiale.